# علکمه (یمن)
 علکمه  (در عربی:  عَلکَمه )
نام روستایی است در دهستان بیت العِمّاد از توابع استان اِب در کشور یمن در شبه جزیره عربستان.

## جمعیت
جمعیت آن (۸۸ ) نفر (۸ خانوار) می‌باشد.